# Roma-Klasse
Die Roma-Klasse war eine aus zwei Schiffen bestehende Klasse von italienischen, dampfgetriebenen Panzerfregatten 1. Ranges mit Schraube der Regia Marina (Königliche Italienische Marine) von 1863. Sie waren beide die ersten im Land gebauten Schiffe dieses Typs.
Die Klasse bestand aus den zwei Schiffen Roma und Venezia.

## Geschichte

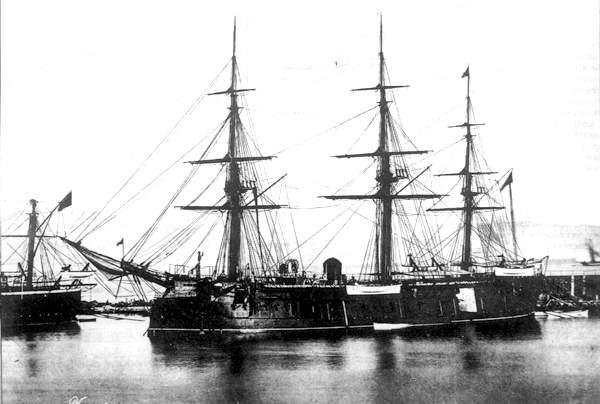
Die Venezia

Die beiden Schiffe der Roma-Klasse waren die ersten in Italien gebauten Panzerfregatten. Die ersten vier italienischen Schiffe dieses Typs der Regina-Maria-Pia-Klasse wurden ab 1862 in Frankreich gebaut. Sowohl die Roma als auch ihr Schwesterschiff Venezia waren die ersten Schiffe der Regia Marina, die nach den Städten Rom und Venedig benannt waren.
Die Roma wurde 1863 in Bau gegeben, 1865 vom Stapel gelassen und 1868 vollendet und in Dienst gestellt. Im Jahre 1895 wurde sie nach einem Blitzeinschlag beschädigt, fing Feuer und wurde kurze Zeit später von der Besatzung selbst versenkt. Das Schiff wurde ein Jahr später, 1896, gehoben und abgebrochen.
Die Venezia wurde 1863 in Bau gegeben, 1869 vom Stapel gelassen und 1873 vollendet und in Dienst gestellt. Im Jahre 1881 wurde sie zum Torpedo-Schulschiff und 1895 außer Dienst gestellt und abgebrochen.
Nachfolger der Roma-Klasse waren die ab 1865 gebauten zwei Panzerfregatten der Principe-Amedeo-Klasse.

## Beschreibung
Die Panzerfregatten besaßen einen Rumpf aus Holz mit einer abnehmbaren, 150 mm starken Seitenpanzerung aus gehärtetem Eisen, die bei Bedarf weiter verstärkt werden konnte. Die Panzerung des Batteriedecks hatte eine Stärke von 120 mm. Ihre Antriebsanlage bestand aus einer 3-fach-Expansionsdampfmaschine, die ohne Getriebe direkt auf Welle und Propeller wirkte. Der nötige Dampf wurde in sechs kohlegefeuerten Kesseln erzeugt. Sie besaßen auch noch drei Masten und waren als Vollschiffe getakelt. Die Segel wurden jedoch nur selten zum Vortrieb benutzt. Ihre Höchstgeschwindigkeit lag bei 13 kn (24 km/h).
Die Panzerfregatten dieses Typs erwiesen sich als gelungene Schiffe, denn sie waren für die damalige Zeit relativ schnell und besaßen mit 17 bzw. 12 Kanonen mit einem Kaliber von 160 mm (es wurden auch andere Geschütze bzw. Kaliber verwendet) für ein kleineres Schiff eine beachtliche Feuerkraft. Ihre mit 150 sowie 120 mm relativ starke Panzerung bot einen guten Schutz. Lediglich ihre Reichweite war nicht besonders hoch, aber für den Einsatz im Mittelmeer mehr als akzeptabel.

## Einsatz
Beide Panzerfregatten sahen keinen Kriegseinsatz. Sie fuhren meist in küstennahen Gewässern, begleiteten größere Einheiten oder patrouillierten im Tyrrhenischen Meer. Einige Male wurden dort von ihnen Freibeuter aus Nordafrika bzw. dem Osmanischen Reich aufgebracht. Einige Schiffe, die Widerstand leisteten, wurden nach kurzem, ungleichem Gefecht versenkt. Zeitweise fuhren beide Panzerfregatten auch in der Adria.